# Франкини, Килиан
Килиан Франкини (нем. Kilian Frankiny,  род. 26 января 1994 в Рекинген-Глурингене, Швейцария) — швейцарский профессиональный  шоссейный велогонщик,  выступающий c 2019 года за команду Мирового тура «Groupama-FDJ».

## Карьера
В 2017 году дебютировал на гранд-турах, приняв участие в Вуэльте Испании. Вместе с командой одержал победу на 1-м этапе (командной гонке); сошёл с гонки на 16-м этапе.

## Достижения
2015
4-й Джиро делла Валле д'Аоста
2016
1-й  Джиро делла Валле д'Аоста
1-й Этапы 1 и 4 (КГ)
3-й Тур Эльзаса
3-й Гран-при Пришницы
6-й Тур Савои-Монблана
7-й Тур Эны
2017
1-й Этап 1 (КГ) Вуэльта Испании
1-й Этап 2 (КГ) Вуэльта Каталонии
3-й  Чемпионат Швейцарии в групповой гонке
2018
9-й Вуэльта Валенсии
1-й  Молодёжная классификация
1-й Этап 3 (КГ)

## Статистика выступлений

### Гранд-туры
| Гонка           | 2017 | 2018 |
| --------------- | ---- | ---- |
| Джиро д'Италия  | —    | 43   |
| Тур де Франс    | —    | —    |
| Вуэльта Испании | НФ   | —    |

| —  | Не участвовал  |
| НФ | Не финишировал |